# Masalia cruentata
Masalia cruentata är en fjärilsart som beskrevs av Moore 1881. Masalia cruentata ingår i släktet Masalia och familjen nattflyn. Inga underarter finns listade i Catalogue of Life.